# Pałac w Zarębie Dolnej
Pałac w Zarębie Dolnej (niem. Schloß Nieder Lichtenau) – pałac z XVIII w. we wsi Zaręba (województwo dolnośląskie), w powiecie lubańskim, wpisany do rejestru zabytków nieruchomych województwa dolnośląskiego.

## Architektura
Pałac  wybudowany pod koniec XVIII w., przebudowany w 1849 oraz około 1880., jest dwukondygnacyjną budowlą postawioną na planie prostokąta, o 9 i 2 osiach, nakrytą czterospadowym dachem z lukarnami ujętymi w zdobne szczyty. Wejście umieszczone jest w płaskim ryzalicie, który wraz z narożami akcentowany jest pilastrami zakończonymi sterczynami. Okna są prostokątne, ponad nimi znajdują się trójkątne nadokienniki. Wejście do budynku ujęto w skromny portal, a elewacje są boniowane. W prawym narożnym pilastrze budynku, pomiędzy parterem a pierwszym piętrem, znajdują się trzy kartusze z trzema herbami właścicieli, rodzin: von Salza, właścicieli XIII-XVIII w. (lewy), von Rödern, właścicieli od 1783(4) (środkowy), X (nieczytelny, prawy). Obecnie jest to wielorodzinny budynek mieszkalny.

Obok pałacu znajdują się zabudowania gospodarcze pochodzące z XIX wieku i park krajobrazowy z połowy XIX wieku, przebudowany w początkach XX wieku, z pozostałościami ogrodu.

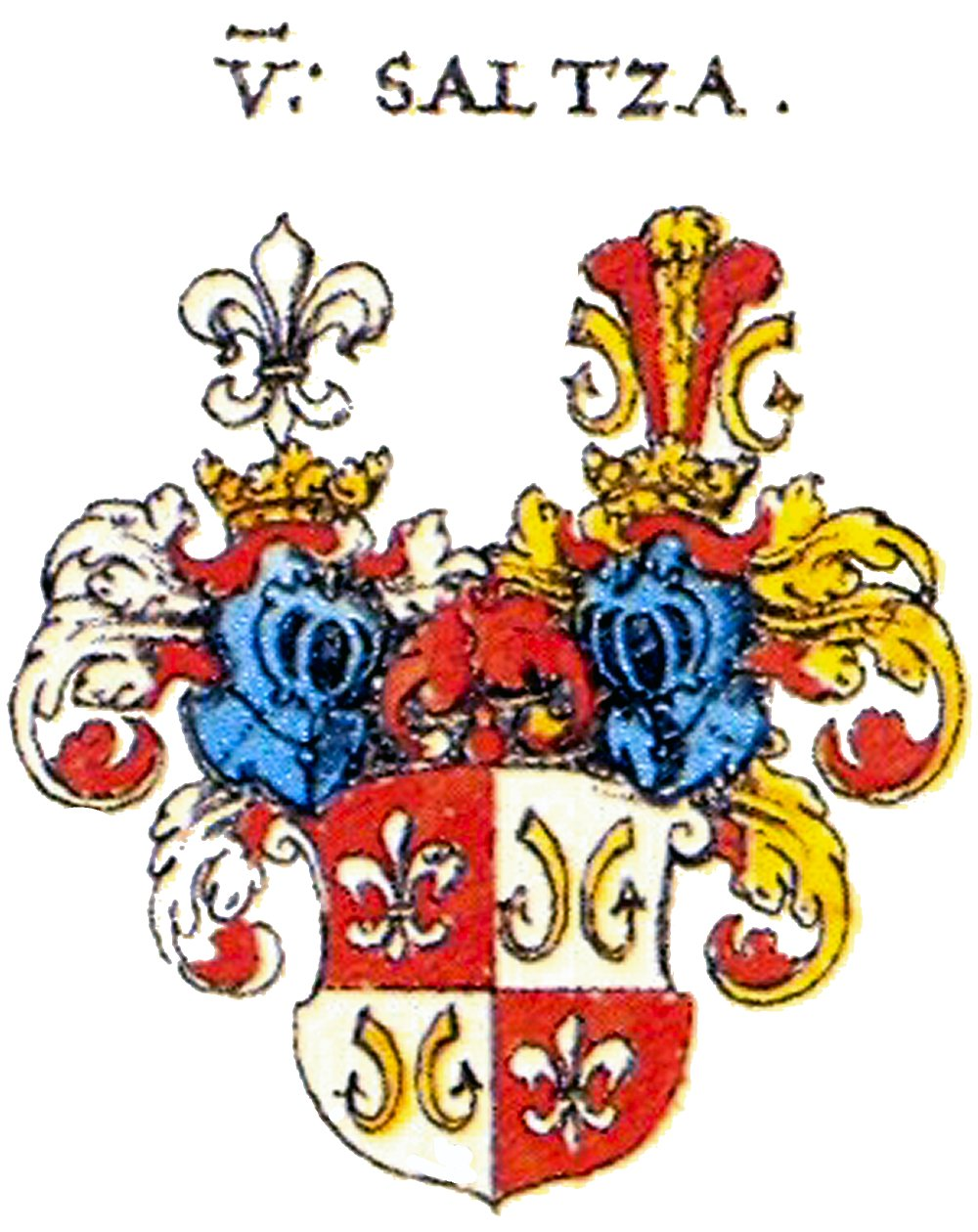
Herb rodziny von Salza
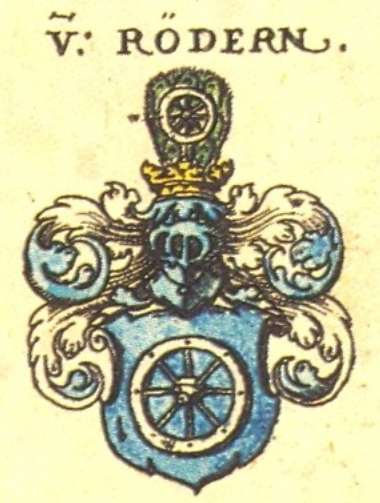
Herb rodziny von Rödern